# Hezekiah Williams
Hezekiah Williams (* 28. Juli 1798 bei Woodstock, Oxford County, Massachusetts; † 23. Oktober 1856 in Castine, Maine) war ein US-amerikanischer Politiker. Zwischen 1845 und 1849 vertrat er den Bundesstaat Maine im US-Repräsentantenhaus.

## Werdegang
Hezekiah Williams wurde 1798 in Woodstock geboren, das damals noch zu Massachusetts gehörte und seit 1820 Teil des Staates Maine ist. Er besuchte bis 1820 das Dartmouth College in Hanover (New Hampshire). Nach einem anschließenden Jurastudium und seiner im Jahr 1825 erfolgten Zulassung als Rechtsanwalt begann er in Castine in seinem neuen Beruf zu praktizieren. Zwischen 1824 und 1838 war Williams beim Nachlassgericht im Hancock County angestellt. Von 1833 bis 1835 war er Gemeinderat in Castine. Damals verwaltete er auch die Schulgelder dieser Gemeinde. Im Jahr 1840 saß er dort im Schulausschuss. Politisch war Williams Mitglied der Demokratischen Partei. In den Jahren 1839 bis 1841 gehörte er dem Senat von Maine an. Danach war er von 1843 bis 1844 erneut Gemeinderat in Castine.
1844 wurde er im siebten Wahlbezirk von Maine in das US-Repräsentantenhaus in Washington, D.C. gewählt. Dort trat er am 4. März 1845 die Nachfolge von Shepard Cary an. Nach einer Wiederwahl im Jahr 1846 konnte er bis zum 3. März 1849 zwei Legislaturperioden im Kongress absolvieren. Diese Zeit war von den Ereignissen des Mexikanisch-Amerikanischen Krieges bestimmt, in dessen Folge große Gebiete im Westen und Südwesten des nordamerikanischen Kontinents an die Vereinigten Staaten fielen. Damals wurde auch die Nordwestgrenze zu Kanada auf den 49. Breitengrad festgelegt.
Nach dem Ende seiner Zeit im Repräsentantenhaus arbeitete Hezekiah Williams wieder als Anwalt. Er starb am 23. Oktober 1856 in Castine und wurde dort auch beigesetzt.